# 晋哀公
晋哀公（？—前434年）（《史记·晋世家》作哀公，《世本》、《史记·趙世家》作懿公，《竹书紀年》作敬公），姬姓，名驕，晋昭公的曾孫。晉昭公生戴子雍，戴子雍生忌，忌生晉哀公。前453年，韩、赵、魏共滅智伯瑤，三分其地，並於次年赶走晋出公，立晋哀公。晉國實際上已被三家瓜分，韩、赵、魏掌权。前434年，晋哀公死。